# Споменик мира у Лесковцу
Споменик мира се налази у градском парку у Лесковцу, где је постављен након завршетка Другог светског рата. На споменику мира приказана је девојка корејанске националности, обучена у народну ношњу, која држи голуба у руци, што се сматра симболом мира.